# Linky
Ne doit pas être confondu avec Slinky.
Linky est le nom du compteur électrique communicant conçu par Enedis (anciennement Électricité réseau distribution France, ERDF), principal gestionnaire du réseau électrique de distribution en France. En 2015, le déploiement des compteurs communicants pour le comptage de l'électricité est inscrit dans la loi relative à la « transition énergétique pour la croissance verte », en application de directives européennes, et en 2016, sur demande de l'Agence de l'environnement et de la maîtrise de l'énergie (Ademe), Enedis s'engage à les installer dans trente-cinq millions de foyers français à l'horizon 2021, avec pour ambition de couvrir l'intégralité du territoire français d'ici cette date. L'installation du compteur fait l'objet de controverses et de contestations de la part de nombreux particuliers, d'associations de consommateurs et de plusieurs centaines de communes.

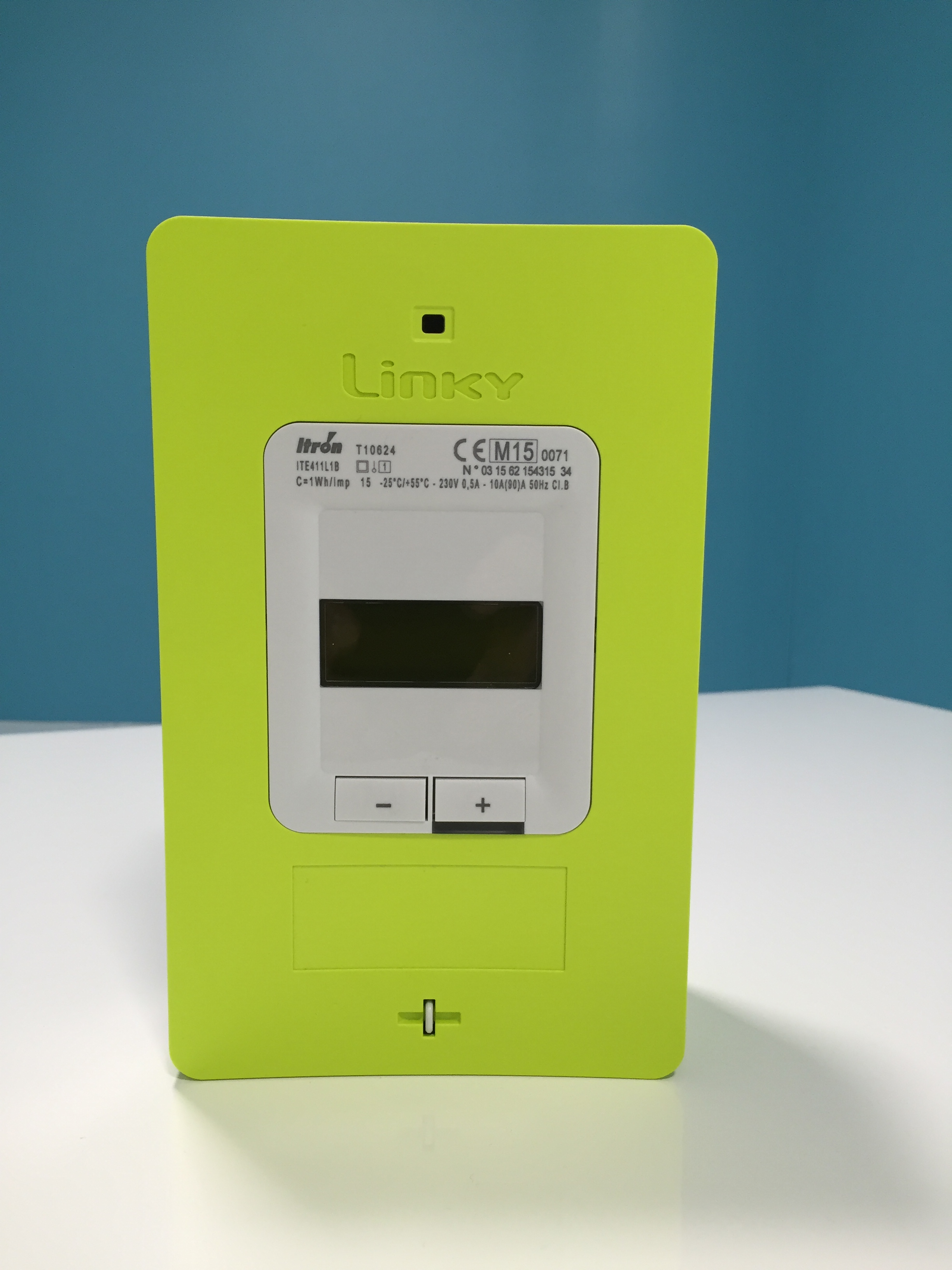
Linky, compteur communicant.

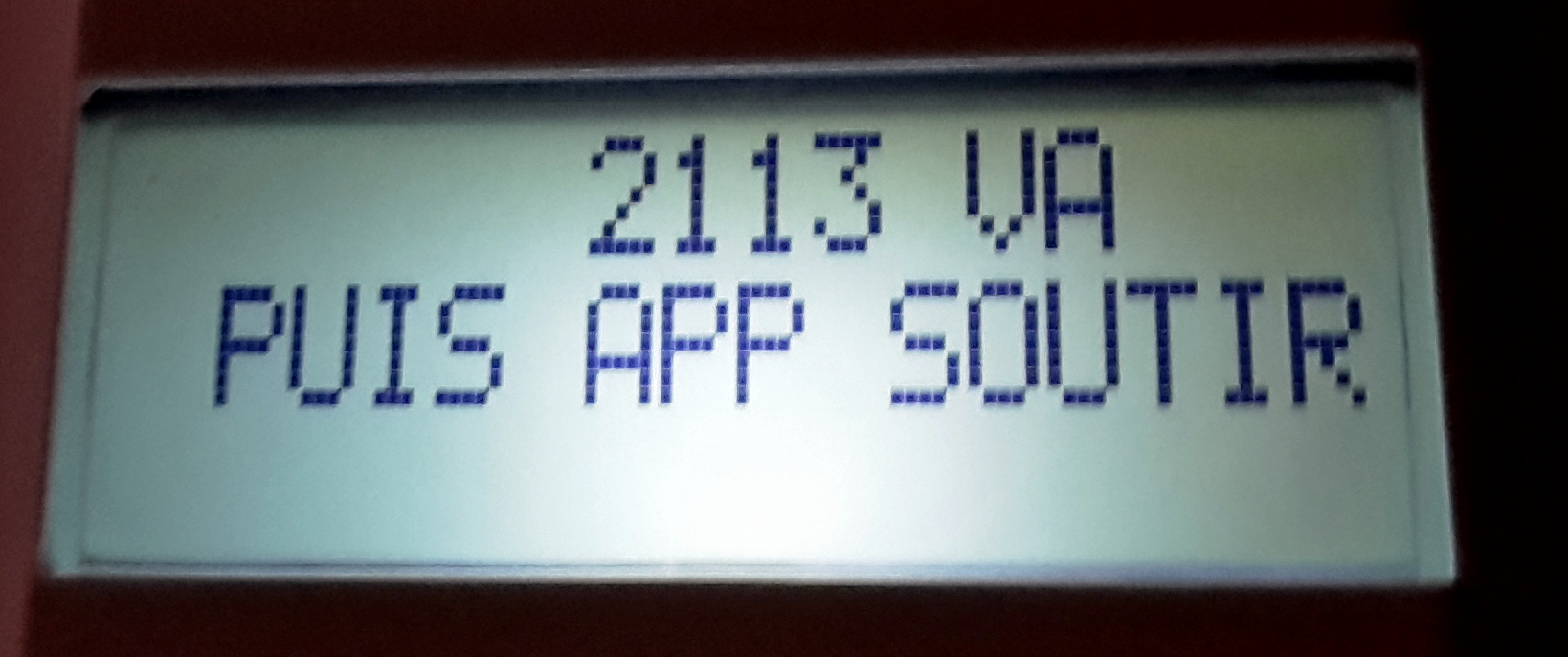
Puissance apparente instantanée affichée par le compteur Linky.

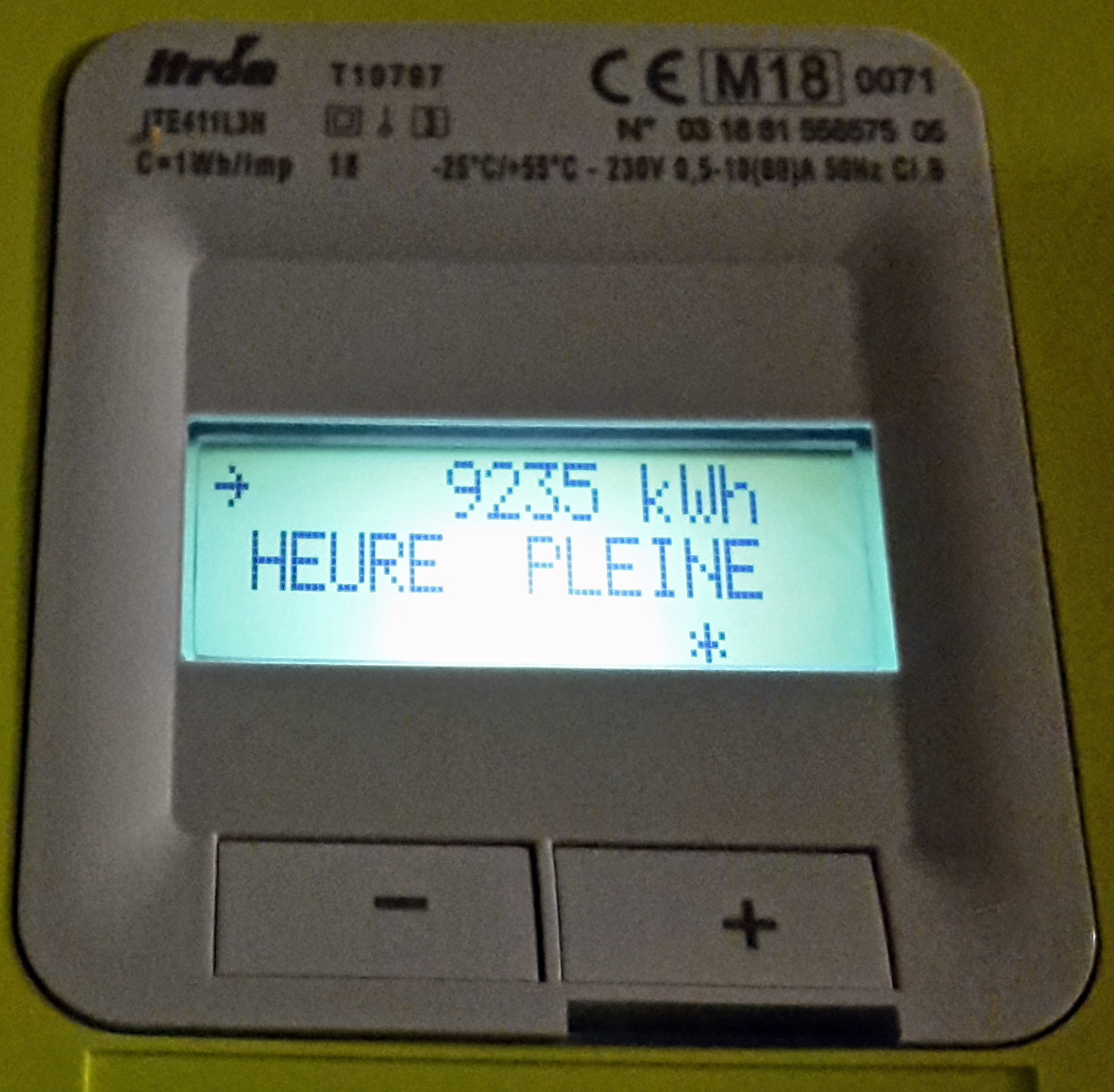
Affichage compteur Linky montrant la consommation en kilowattheures.

## Historique

### Contexte
Le développement de cette génération de compteurs trouve son origine dans deux directives européennes datant de 2006 et 2009. La dernière (2009/72/CE) dispose (Annexe 1, point 2) : « Si la mise en place de compteurs intelligents donne lieu à une évaluation favorable, au moins 80 % des clients seront équipés de systèmes intelligents de mesure d’ici à 2020 ». La directive européenne ne crée aucune obligation aux États.
Sur les 23 pays de l’Union européenne dont la décision est arrêtée, 6, ne prévoient pas le déploiement de l'installation de compteurs communicants ou bien seulement pour certains clients : l’Allemagne, la Lituanie, la Lettonie, le Portugal, la République tchèque et la Slovaquie,,,.
Un compteur communicant utilisant la transmission par radio, dénommé Gazpar, est en cours d'installation chez les onze millions de consommateurs de gaz.
Enedis lance le projet Linky en 2007 (le nom est trouvé en mars 2009) et a alors comme objectif d'équiper toute la France à l'horizon 2021.
De 2007 à 2009, les grandes orientations sont choisies (spécifications systèmes d'information, compteurs et concentrateurs, modes de communication, condition de l'expérimentation) et le consortium chargé de la création conjointe du système d'information et des matériels, ainsi que de la spécification des protocoles de communication est désigné. Placé sous la responsabilité d'Atos Origin France, ce dernier regroupe trois constructeurs (Landis+Gyr, Itron et Iskraemeco) et l'entreprise française Trialog, chargée d'élaborer le protocole de communication de type CPL,.
Des projets analogues sont en cours en divers pays du monde, mais ont été repoussés ou bien limités, par exemple au Québec.

### Développement et groupe de travail
Le projet de déploiement du compteur Linky est à l'origine pensé par deux acteurs (la CRE, l'autorité de régulation du secteur électrique, et l'acteur central du sous-système électrique en France de l'époque, EDF), au travers d'une initiative commune mais non-concertée.
Dès 2001, la CRE pointe du doigt les anciens compteurs électriques comme un obstacle à la libéralisation du secteur électrique (il est nécessaire pour que les consommateurs puissent choisir parmi plusieurs offres concurrentes que leurs données de comptage leur soient accessibles). Tandis qu'EDF voit dans le déploiement de compteurs communicants un moyen de fidéliser sa clientèle face à la future naissance d'offres concurrentes, ainsi qu'une opportunité de réduction de coûts du fonctionnement du réseau.
A l'initiative de la CRE, un groupe de travail est créé en 2004 : le GT Comptage. Ce groupe a pour ambition de réfléchir à la possibilité d'un déploiement national d'un dispositif de compteurs communicants et des modalités techniques liées à ce développement. Le GT Comptage réunit des commissaires de la CRE, des représentants d'EDF, de Direct Energie et d'Engie, le gestionnaire du réseau de distribution ERDF (aujourd'hui Enedis) et la Fédération Nationale des Collectivités Concédantes et Régies (FNCCR). L'ensemble des acteurs vont travailler conjointement à la définition des caractéristiques nécessaires au développement d'un nouveau compteur permettant de répondre à l'objectif de diversification des offres énergétiques.

### Expérimentation
Avant le lancement de l'expérimentation, la CRE organise la création de plusieurs ateliers (supervisés par Enedis) afin de progresser sur la définition du compteur Linky avant sa future généralisation. De nouveaux acteurs font leur apparition dans le processus de réflexion : les associations de consommateurs (le Conseil national des associations familiales laïques par exemple), la Direction générale de la Concurrence, la Direction générale de la concurrence de la consommation et de la répression des fraudes et la Direction générale de l'Énergie et du Climat. Cette nouvelle contribution est à l'origine de l'émergence de nouvelles visions concernant le compteur, ainsi que de premiers conflits qui viennent questionner la cohérence du projet comme il avait été envisagé jusqu'alors.
Une expérimentation est lancée en mars 2009. Elle consiste à installer en Indre-et-Loire et à Lyon 300 000 compteurs issus des productions des sociétés membres du consortium choisi lors de l'étude et à fournir à la commission de régulation de l'énergie (CRE) le retour d'expérience permettant au pouvoir public de décider ou non de la phase de généralisation.
Le compteur Linky est utilisé dans le cadre de plusieurs expérimentations de réseaux intelligents :
- Address, projet européen dont la partie expérimentale française s'est déroulée sur les îles bretonnes de Houat et Hœdic[17],[18] ;
- GreenLys, à Lyon et Grenoble[19] ;
- IssyGrid, à Issy-les-Moulineaux[20] ;
- Nice Grid, à Carros ;
- Smart Electric Lyon, à Lyon[21] ;
- Solenn (SOLidatrité ÉNergie iNnovation), à Lorient[22] ;
- Watt & Moi, à Lyon[23].

Durant la phase d'expérimentation, des interrogations sont soulevées, notamment par la CRE, qui doute de l'efficacité de l'affichage déporté de Linky (estimé à 850 millions d’euros par l'ADEME). Finalement, alors que l’UFC—Que Choisir se déclare toujours opposé aux compteurs Linky et affirme, entre autres informations, que l'installation des compteurs « entraînera une augmentation du tarif d'utilisation du réseau public d'électricité (TURPE) et donc de la facture des consommateurs », la Commission de régulation de l'énergie (CRE) publie un avis favorable en juin 2011 et conclut que Linky respecte les critères d'évaluation.
Le bilan de l'expérimentation, publié par le Syndicat départemental de l'énergie d'Indre-et-Loire (SIEIL), signale que « 85 % des particuliers interrogés ne consultent pas ou pratiquement pas leur compteur Linky (93 % en collectif) » et que « Une majorité de particuliers n’est pas convaincue de l’utilité de ce nouveau compteur (61 %) ».

### Validation
Pendant l'été 2011, les pouvoirs publics valident la conformité du projet Linky à leurs attentes[Lesquelles ?] et autorisent sa généralisation auprès de tous les clients de France métropolitaine,.
En décembre 2012, Delphine Batho, ministre de l'Écologie, du Développement durable et de l'Énergie, annonce que la mise en œuvre du projet Linky débutera fin 2014. Elle indique qu'une concertation a été mise en place, en novembre 2012, sous forme de groupes de travail, entre les pouvoirs publics et de nombreux acteurs concernés par cette question[Laquelle ?], dont l'Agence de l'environnement et de la maîtrise de l'énergie (ADEME), le médiateur national de l'énergie, la Fédération nationale des collectivités concédantes et régies (FNCCR), les fournisseurs d'électricité, les gestionnaires de réseaux, les fédérations d'équipementiers et d'installateurs, les industriels du secteur de l'énergie, des représentants des collectivités locales et les associations de consommateurs. La ministre prévoit que le dépôt des conclusions de cette concertation, en janvier 2013, entre dans le débat national sur la transition énergétique et que les décisions permettant le déploiement des 35 millions de compteurs chez tous les Français puissent être prises avant le mi-2013 et qu'ainsi, la concrétisation du projet prenne forme pour la fin 2014,.
Le 9 juillet 2013, le Premier ministre Jean-Marc Ayrault, lors de la présentation de son plan d'investissements publics pour l'avenir, sur dix ans, relance le projet. Il annonce l'ouverture, durant l'été 2013, d’un appel d’offres pour le remplacement d'une partie du parc des compteurs électriques. Le but est de remplacer avant 2016 trois millions de compteurs électriques par Linky, avant de passer au remplacement total du parc, prévu pour 2020. Toutefois, la Commission de régulation de l'énergie a suggéré de freiner ce déploiement pour limiter les coûts, proposant d'atteindre un objectif de 90 % de Linky fin 2021. L'Ademe préconise une installation dans trente-cinq millions de foyers français à l'horizon 2021.

### Inscription dans la loi
Le 17 août 2015, la loi relative à « la transition énergétique pour la croissance verte » est promulguée et prévoit l'obligation pour les gestionnaires des réseaux publics d'électricité de mettre à la disposition des consommateurs les données de comptage issues des compteurs communicants, des systèmes d'alerte liés au niveau de leur consommation, ainsi que des éléments de comparaison issus de moyennes statistiques basées sur les données de consommation locales et nationales.
Le déploiement du compteur vient également s'inscrire dans un cadre législatif français plus vaste comme la loi du 10 février 2000 "relative à la modernisation et au développement du service public de l'électricité" ou encore la loi pour une république numérique du 07 octobre 2016. Le compteur est ainsi présenté comme une première avancée en direction d'un "réseau électrique plus intelligent" en faveur des ambitions de la transition énergétique.

## Intérêt et finalités
Selon le ministère de l'Environnement et l'avis de la Commission de régulation de l'énergie (CRE), les avantages attendus du compteur Linky sont les suivants :
1. Il relève automatiquement les consommations et ne nécessite quasiment plus l’intervention physique d’un technicien ;
2. Les relevés, étant effectués à distance, ne nécessitent plus la présence de l’usager et peuvent être plus fréquents, permettant des facturations sur la base de données réelles et non plus estimées, ce qui devrait éviter les rattrapages de facture ou les trop payés ;
3. Il permet de simplifier certaines opérations sans dérangement ni rendez-vous et dans des délais réduits (changements de puissance, de fournisseur) et d’améliorer et d’accélérer les diagnostics en cas de dysfonctionnement d’une installation électrique ;
4. Grâce à une meilleure connaissance de sa consommation, le consommateur pourra bénéficier d’une offre tarifaire mieux adaptée ;
5. Il facilitera l’émergence de services de pilotage de la consommation (équipements électroménagers, ballon d’eau chaude, borne de recharge de véhicule électrique, etc.) en fonction d’options tarifaires ou d’ordres d’effacement de consommation ;
6. Il mesure les volumes d’électricité consommés, mais également les volumes produits par les installations de production d’électricité des particuliers (panneaux solaires par exemple) ;
7. Il apporte également des améliorations importantes pour l’optimisation de la gestion, de l’entretien et du développement des réseaux électriques ; il améliorera la connaissance des flux d’électricité sur les réseaux de distribution, ce qui permettra d’en adapter le fonctionnement ; il devrait permettre également d’accélérer les diagnostics en cas de dysfonctionnement d’une installation électrique et de fournir des informations relatives à la qualité d’alimentation.
8. Selon la CRE, sa généralisation « serait globalement neutre du point de vue financier grâce aux futures économies de coûts d'exploitation associées à l’installation du compteur »[31].

D'autres avantages sont cités par diverses sources :
1. Il contribuera à la modernisation du réseau d'électricité en permettant par exemple la détection à distance des pannes sur le réseau basse tension (BT) et donc une réalimentation en électricité plus rapide, ce qui diminue significativement les temps de coupure[37] ;
2. Il permettra de faciliter l'intégration des énergies renouvelables dans le réseau électrique, en contribuant à gérer l'intermittence de la production d'électricité de ces sources d'énergie[31],[38]. En ce sens il est un élément essentiel pour pouvoir continuer à assurer la stabilité des réseaux électriques[24] ;
3. Il permet de comptabiliser en temps réel les kilowattheures injectés dans le réseau et ceux qui y sont prélevés, ce qui selon le syndicat des énergies renouvelables (SER) va « lever un frein économique majeur au développement de l’autoconsommation solaire photovoltaïque dans les secteurs résidentiel et petit professionnel » avec « une économie de 600 euros en moyenne pour les Français qui s’équiperont »[39] ;
4. Il permet la réduction importante des fraudes[7] et des mauvaises facturations[40].

## Fonctionnement
Linky fait partie de la catégorie des compteurs communicants (AMM), c'est-à-dire pouvant être interrogés et actionnés à distance,. Pour cela, Linky utilise la technologie CPL sur le réseau basse tension, comme premier niveau de communication. Un deuxième niveau de communication est assuré via le réseau de téléphonie mobile GPRS ou Edge entre le concentrateur (installé dans un poste de transformation et de distribution HTA/BT) et le système central. À terme, si les 35 millions de compteurs sont remplacés, il y aura environ 700 000 concentrateurs installés, éléments d'un système d'information (SI) réparti Linky, avec un SI central et un SI local dans chaque concentrateur. Cette génération de compteurs communicants est présentée comme une des étapes vers les réseaux intelligents, appelés smart grids en anglais.

### Principe

#### Métrologie
Le compteur Linky, pour calculer l'énergie consommée ou fournie par le client, mesure les courants (par un shunt placé en série sur le câble de phase dans les modèles monophasés, par des transformateurs d'intensité dans les modèles triphasés pour les principaux fournisseurs ou par une solution Embedded Coil donnant des résultats identiques pour Landis+Gyr) et les tensions pour chaque phase de l'installation. Une seule phase est concernée en monophasé et les trois phases sont mesurées en triphasé.
Ces mesures sont effectuées par échantillonnage. Les échantillons numérisés permettent ensuite le calcul des valeurs efficaces vraies— ce qui permet de restituer précisément ces valeurs, même en cas de distorsion harmonique, conformément à la directive européenne (dite norme MID, pour Measuring Instruments Directive) et en tenant compte des dispositifs modernes de commutation électroniques présents dans les ballasts électroniques utilisés dans les ampoules à basse consommation et les LED, dans les gradateurs, les alimentations à découpage, etc., ce qui n'est pas toujours le cas avec les anciens compteurs ou avec d'autres compteurs « intelligents » —, selon :
- pour la tension efficace (en volts) :
{\displaystyle U_{\mathrm {eff} }={\sqrt {{\frac {1}{T}}\int _{t_{0}}^{t_{0}+T}v^{2}(t)\,\mathrm {d} t}}}
- pour le courant efficace (en ampères) :
{\displaystyle I_{\mathrm {eff} }={\sqrt {{\frac {1}{T}}\int _{t_{0}}^{t_{0}+T}i^{2}(t)\,\mathrm {d} t}}}

Afin d'éviter la prise en compte d'évènements transitoires qui fausseraient les mesures, ces valeurs efficaces sont calculées toutes les secondes ; la période d'intégration (T) des équations précédentes est donc fixée à une seconde.

#### Calcul de l'énergie consommée et éléments de facturation
Comme c'est la norme et comme pour les anciens compteurs, la facturation est calculée en kilowatts-heures (kW⋅h ou kWh),. Il s'agit du produit de la puissance active (W) par le temps.
La puissance active (en watts) est le produit du courant efficace par la tension efficace, c'est-à-dire, en courant monophasé, le produit de la tension entre la phase et le neutre par le courant dans la phase :
{\displaystyle P=U_{\mathrm {eff} }I_{\mathrm {eff} }\cos \varphi }
Le {\displaystyle \cos \varphi } correspond au facteur de puissance caractérisant l'installation électrique de l'usager,. C'est le rapport entre la puissance active, et la puissance apparente (en VA). Ce facteur de puissance est fonction de la partie dite « réactive » de l'énergie effectivement livrée à l'abonné mais qui, contrairement à la partie dite « active », n'est pas directement utile sous forme d'effets caloriques, de travail mécanique, de lumière, d'effets chimiques, etc.,, Ceci est dû à la présence dans le circuit, en plus de récepteurs purement résistifs, de récepteurs comportant des éléments capacitifs ou inductifs (moteurs électriques, transformateurs, lampes fluorescentes, lampes à décharge, certaines lampes à LED, alimentations à découpage, plaques à induction, etc.), lesquels ont une puissance active nulle, mais qui ont pour effet, en introduisant un déphasage entre la tension et le courant, d'augmenter la puissance apparente fournie, donc l'amplitude du courant circulant dans le réseau de distribution,,.
En France, seuls les clients raccordés en haute tension (puissance de branchement à partir de 250 kVA) sont concernés par une tarification qui tient compte de l'énergie réactive. Le seuil de {\displaystyle \cos \varphi } en dessous duquel l'énergie réactive est facturée est : {\displaystyle \cos \varphi \geqslant 0,93} (à certaines heures entre novembre et mars). Cette facturation vise à indemniser le transporteur d’électricité en raison des pertes supplémentaires causées sur son réseau et à inciter les clients à l'amélioration de leurs installations (les pertes par effet Joule étant fonction du carré du courant efficace).
Conformément à la directive européenne en vigueur, le Linky ne compte aucune consommation si le circuit d'utilisation est ouvert (c'est-à-dire si la tension est présente mais le courant est nul), sa propre consommation n'est donc de ce fait pas à la charge de l'abonné.
Une diode électroluminescente (LED) située en face avant émet un bref flash à chaque watt-heure consommé.

#### Organe de coupure
À la différence des compteurs électromécaniques ou électroniques qu'il remplace, le Linky contient un organe de coupure physique du courant. Il est constitué d'un contacteur (unipolaire ou tripolaire, selon que le compteur est monophasé ou triphasé, sans coupure du neutre) permettant de déconnecter l'installation du client par rapport au réseau.
Ce contacteur est commandé électroniquement par le circuit interne du compteur et agit selon différents cas de figure.

##### Contrôle du courant maximum
Le compteur incorpore un dispositif électronique qui contrôle le dépassement de l'intensité du courant (apparenté à un disjoncteur magnéto-thermique) dont le seuil de détection est fixé à la valeur du courant correspondant à la puissance souscrite par l'abonnement du client,. La mesure est effectuée par comparaison de l'intensité efficace instantanée avec l'intensité de référence déduite de la puissance de référence souscrite, soit, en monophasé :
IR = P référence en VA / 200 V
La valeur de 200 V correspond à la tension minimum du réseau pour laquelle le courant « alloué » permet de garantir la valeur nominale de la puissance souscrite.
Exemple : pour un contrat 6 kVA :
IR = 6 000 VA / 200 V = 30 A
Soit le courant correspondant exactement au même calibre que le réglage normalisé, pour la puissance souscrite contractuellement,, du disjoncteur de branchement (plus communément appelé « disjoncteur général » ou « DB ») installé chez l'abonné et plombé par le distributeur d'électricité, propriétaire de cet appareil (ici Enedis). La courbe de déclenchement thermique de cette protection est basée sur celle du disjoncteur de branchement de même calibre avec une durée de temporisation supérieure.
Le principe est le même en triphasé, la mesure se faisant sur chaque phase :
IR = P référence en VA / 200 V / 3
Bien qu'il s'agisse d'un contrôle du courant et non de la puissance, ce dispositif est présenté dans les documents comme « Le contrôle de dépassement de puissance souscrite (ADPS) ». Le « calibre » du compteur est défini de cette façon et peut être programmé à distance. L'intensité maximale possible est de 90 ampères en monophasé et de 60 ampères en triphasé.
Cet appareil de coupure, interne au compteur, ne remplace pas le disjoncteur de branchement et n'assure ni les fonctions de sécurité (première protection différentielle et protection de surintensité, lesquelles sont assurées par ledit disjoncteur de branchement et par les fusibles placés en amont du compteur, ni la séparation de l'installation de client par rapport au réseau (coupure physique) : il n'est pas manœuvrable manuellement (sauf, indirectement, pour le réarmement) et, en monophasé, ne coupe que la phase (les trois en triphasé). La fonction de coupure générale, par exemple en cas de travaux sur l'installation électrique du client doit toujours être assurée par le disjoncteur de branchement.

##### Vérification du calibre du disjoncteur de branchement
Lors de l'installation des compteurs, les techniciens peuvent vérifier la correspondance de réglage du disjoncteur de branchement (son calibre en ampères) avec le contrat souscrit,,. Dans tous les cas, ce réglage ne peut être supérieur à la puissance de raccordement du point de livraison qui conserve les mêmes caractéristiques qu'avant la pose.
Ce réglage ne doit pas excéder la puissance technique de raccordement du point de livraison, c'est-à-dire que si le calibre maximum du disjoncteur de branchement correspond à un courant inférieur à celui découlant de l'abonnement, il doit rester en l'état : par exemple si en monophasé le calibre maximum du disjoncteur est 45 ampères et le contrat de 12 kVA, car dans ce cas, il faudrait que le disjoncteur soit de calibre 60 ampères et que la section conductrice des câbles de liaison entre le Linky et le disjoncteur de branchement soit compatible avec cette augmentation potentielle de l'intensité susceptible de le traverser.
Si le client demande une augmentation de la puissance souscrite (changement de contrat), il reste de sa responsabilité de vérifier que la capacité de son installation après le disjoncteur de branchement situé dans son espace privé est suffisante.

##### Protection de surtension
Le même organe de coupure assure également une protection de l'installation du client en cas de surtension anormale sur le réseau, par exemple lors d'un dysfonctionnement comme la déconnexion du neutre en distribution triphasée,.

#### Télé-information client
Le compteur Linky adopte un nouveau protocole de communication pour la TIC, (télé-information client) mais certains clients peuvent être équipés du compteur en 'Mode Historique'. La TIC dite historique était transmise à un débit de 1 200 bauds tandis que la TIC du compteur Linky, dite TIC standard, est transmise au débit de 9 600 baud afin de moderniser la communication. Cette modification du débit permet au compteur de fournir une TIC avec plus d'informations plus précises. La TIC standard espace désormais l'étiquette et la donnée d'une information avec une tabulation notée '\t' dans différents langages informatiques et dont le code ASCII est 0x09 en hexadécimal, tandis que la TIC historique utilisait l'espace avec le code 0x20.
Ainsi, désormais, une trame peut compter jusqu'à 72 lignes. Une de ces lignes est nommée 'registre d'état' et portant l'étiquette « STGE » contient une donnée visible en ASCII mais traduit un champ de bit (en) donnant des informations variées sur le compteur allant de la présence du cache du boitier à l'horaire de facturation.
Toutes ces modifications impliquent que les deux TIC ne soient plus compatibles. Certains appareils étaient conçus avec la TIC historique. Le fournisseur titulaire du point de connexion peut demander à Enedis le passage du mode « historique » au mode « standard » et inversement sur le portail SGE d’Enedis.
Un problème de communication peut apparaître avec l'utilisation de gestionnaire délesteur. À l'installation du compteur Linky, les appareils ne trouvaient pas les informations nécessaires et engendraient des facturations excessives ou des coupures du compteur. Pour l'instant[Quand ?], la solution est de vérifier que son gestionnaire ou délesteur communique en TIC historique ou standard.
Pour relever localement la consommation de son compteur, il existe de nombreux tutoriels sur Internet,, permettant de brancher des fils et de collecter les données (en utilisant le mode historique ou le mode standard). Une autre solution est de passer par un module radio/wifi créé spécifiquement pour Linky,, ou non.
Initialement, il devait être possible de connecter une clé USB pour accéder aux informations sur le compteur Linky. Mais ce mode d'accès n'a pas été retenu à la fin des expérimentations même s'il est noté sur les premières versions des notices.

##### Gestion des contacts côté client
Le compteur dispose de deux sortes de contacts, sec et virtuels qui sont pilotés par le contrat de fourniture exclusivement :
- le contact sec : comme pour le CBE, le compteur est doté d’un contact sec nommé C1-C2, qui permet au client de commander ses usages. L’état du contact sec est transmis à la TIC ;
- les contacts virtuels : le compteur peut piloter sept contacts virtuels d’asservissement dont les informations sont transmises à la TIC et interprétables par un appareil adapté (gestionnaire d’énergie…) pour réaliser l’action physique adaptée. Ceci nécessite que la TIC soit au format standard.

Pour les compteurs configurés en contrat historique Tempo, l’information de couleur de lendemain est restituée sur la sortie TIC.

#### Informations de puissances transmises
Le compteur transmet, entre autres, les informations de puissances apparentes (VA) maximales soutirées (consommées par l'installation) ou injectées (fournies éventuellement par un système de production locale d'électricité raccordé au réseau), ainsi que les puissances réactives (VAR) et, éventuellement, selon le contrat souscrit auprès du fournisseur, la courbe de charge.

#### Courants porteurs en ligne
Pour transmettre les données jusqu'au concentrateur situé au niveau du transformateur BT de la grappe de compteurs, on utilise des courants porteurs en ligne (CPL) sur le réseau basse tension. Dans sa délibération du 7 juillet 2011 : « La CRE considère que le déploiement du compteur Linky doit être initié avec la technologie dite « CPL G1 ». Cette technologie est mature, robuste, déjà utilisée par ERDF et suffisante pour la mise en œuvre des fonctionnalités de Linky. En raison des enjeux industriels, la CRE insiste néanmoins sur l'importance d'annoncer, dès le lancement du déploiement, que le « CPL G3 », aujourd’hui en phase de développement, constitue la technologie-cible à terme. La technologie « CPL G3 » apportera des améliorations significatives pour les gestionnaires de réseau d’électricité sans toutefois comporter de fonctionnalité supplémentaire pour les consommateurs ». Donc la CPL G1 est déployée jusqu'en 2017 et la G3 ensuite,. Cette technique permet de construire un réseau de communication en utilisant le réseau électrique de groupes d'habitation ou de bureau, voire de l'ensemble des utilisateurs d'un quartier. Cette technique de communication nécessite que 70 % au moins des compteurs sur une même grappe soient des compteurs Linky car la portée du signal étant faible, une répétition entre compteur est indispensable.

#### Communication GSM
Un second niveau de communication est assuré par le réseau de téléphonie mobile GPRS Edge entre le concentrateur (installé dans un poste de transformation et de distribution HTA/BT) et le système central. Cette technologie est une évolution du GPRS qui est elle-même une extension du GSM avec rétrocompatibilité. Elle est souvent utilisée en complément d'un réseau UMTS pour offrir des services à haut débit à davantage d'utilisateurs en zone rurale ou zone suburbaine non dense plutôt qu'à ceux en zone urbaine.

## Production

### Fabrication
Les Linky utilisés pour les premières expérimentations sont fabriqués à parité par Iskra (Slovénie), Itron (États-Unis) et Landis+Gyr (Suisse/Japon), notamment dans les usines de Chasseneuil-du-Poitou (Itron), et de Montluçon (Landis+Gyr),.
Pour la première phase, six entreprises ont été choisies en août 2014 par Enedis à la suite d'un appel d'offres lancé en 2013 pour produire les trois premiers millions de compteurs Linky. Il s'agit d'Itron (États-Unis), Landis+Gyr (Suisse/Japon), Sagemcom (France, déjà retenu pour fabriquer le compteur de gaz Gazpar de GrDF), Elster (Allemagne, désormais Honeywell) et Ziv (Espagne). La livraison des premiers compteurs est prévue à partir de septembre 2015.
Depuis juin 2015, de nombreux marchés sont attribués à des entreprises dans toute la France pour la pose du compteur intelligent, 16 entreprises sont sélectionnées.

### Tests et contrôle qualité
En octobre 2015, un laboratoire de tests et contrôle qualité des Linky, situé à Nanterre sur une surface de 1 700 m2 — et en fonctionnement depuis quelques mois —, le « Linky lab », est inauguré. Il s'agit du premier centre dans ce domaine en Europe. Son rôle est de mettre à l'épreuve la robustesse et la fiabilité (aussi bien mécanique que fonctionnelle de l'appareil et de son mode de communication) de ces compteurs avant leur installation sur l'ensemble du territoire. Ces essais sont menés par une équipe d'environ quarante ingénieurs et techniciens. L'ensemble des sollicitations susceptibles d'affecter le fonctionnement et la durée de vie (20 ans prévus) des compteurs est pris en compte : vibrations, température, hygrométrie, surtensions, interférences, comportement des communications CPL, compatibilité (entre les différentes fabrications selon les fournisseurs), etc. Quatre autres laboratoires participent à cet ensemble de tests qui continueront pendant toute la production.

## Déploiement

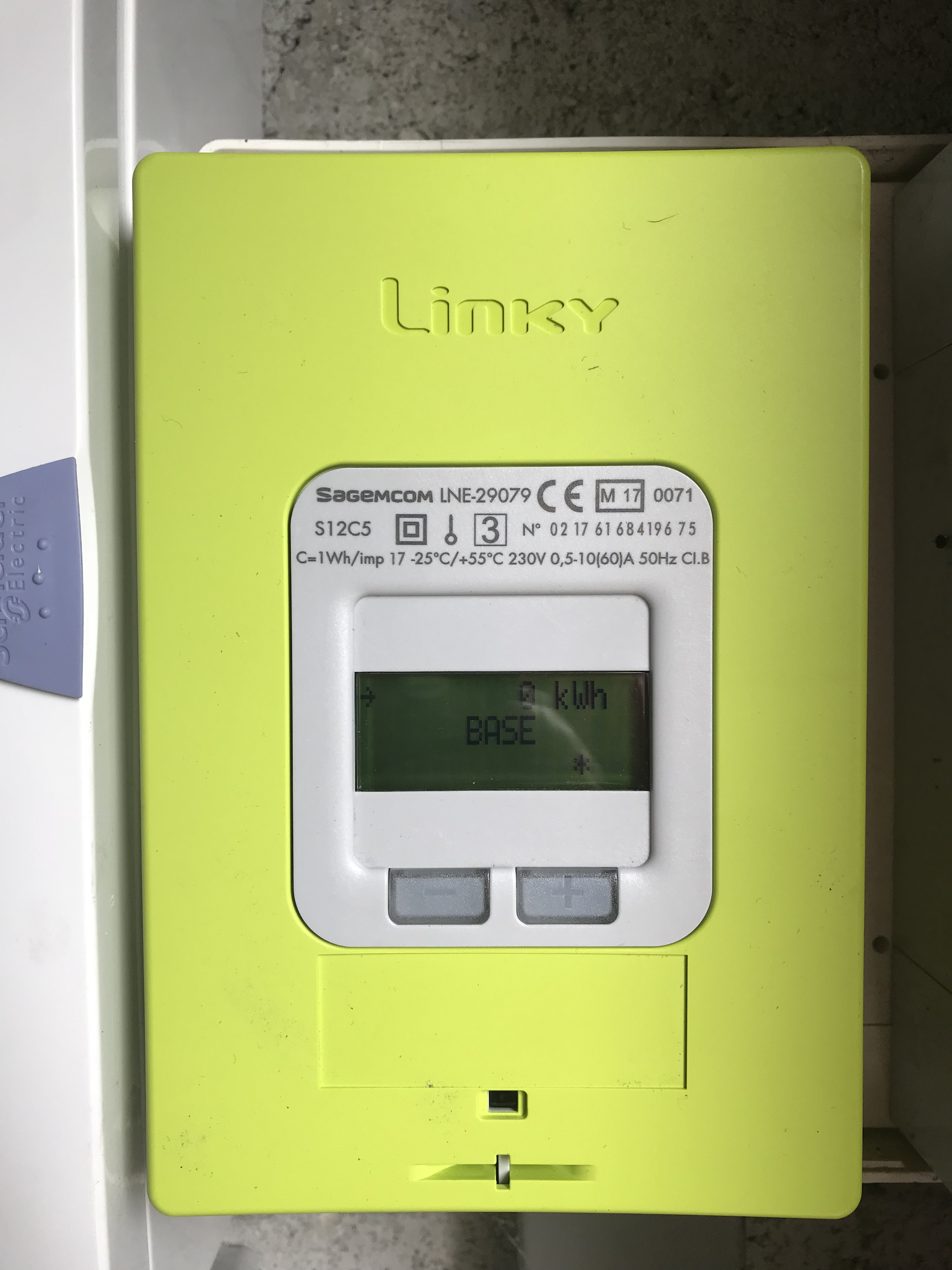
Un compteur Linky tout juste déployé dans l'Ain en mars 2018.

### Calendrier
Enedis a publié le calendrier d'installation des compteurs Linky dans l'ensemble des 36 000 communes de France.
Le 1er décembre 2015 débute officiellement le déploiement national de la première vague de trois millions de compteurs communicants Linky par ERDF, qui prévoit de monter en volume jusqu'à 300 000 compteurs installés par mois en rythme de croisière. L'appel d'offres pour produire la deuxième tranche, avec 13,8 millions d'appareils au maximum, a été publié début novembre 2015. Enedis doit aussi passer 300 marchés de pose, avec 30 à 40 entreprises. Le coût global de cinq milliards d'euros du projet Linky est « globalement économiquement neutre sur vingt ans » selon la CRE qui précise que sur la période 2014-2034, les économies sur la relève des compteurs et sur les interventions à distance (1,7 milliard d'euros) ainsi que la suppression prévue d'un tiers des volumes fraudés (1,9 milliard d'euros) doivent notamment financer l'investissement.
En octobre 2016, 1,5 million de compteurs sont posés et 2,7 millions en janvier 2017.
Le 23 mars 2017, le nombre de compteurs Linky posés s'élève à 3,47 millions et le rythme de pose atteint 18 500 par jour, pour atteindre prévisionnellement 35 000 par jour fin 2017. Le 13 décembre 2017 Enedis annonce en avoir installé sept millions avec un rythme de pose de 25 000 par jour pour atteindre 30 000 par jour en rythme de croisière.
Selon Enedis, 30 millions de compteurs intelligents devraient être déployés mi-janvier 2021 en France. Le déploiement de Linky devrait être terminé fin 2021, atteignant près de 35 millions de compteurs. En 2022, 36 millions de compteurs sont déployés en France, d'après TF1.
En 2025, 1,7 million de clients Enedis (moins de 5 % du total) sont encore équipés de compteurs d’ancienne génération non Linky.

### Stratégie et pose
Enedis adopte pour le déploiement une stratégie dite « en tache de léopard » : la pose est effectué sur l’ensemble du pays, par zones complètes (parties de commune, communes ou agglomérations), afin qu'avant fin 2016 l’installation des compteurs Linky commence dans toutes les régions administratives, avant fin 2017 dans toutes les capitales ou métropoles régionales et avant fin 2018 dans tous les départements ; la pose de 90 % des compteurs devant s'achever fin 2021.
Enedis devrait former environ 5 000 agents pour la pose journalière de 35 000 compteurs, soit une moyenne quotidienne de sept compteurs par agent.
Seize entreprises sont sélectionnées par Enedis en juillet 2015, lors du premier appel d'offres lancé pour la pose de 10 millions de compteurs (sur 35 millions prévus d'ici 2021). Dans les entreprises sélectionnées, Enedis met en place un programme de « formateurs-relais » pour former l'ensemble du personnel chargé de la pose des compteurs. La formation des poseurs est également assurée par l'AFPA, l'Apave et le Formapelec.
L'« installation repose sur des équipes d’installateurs privés, lesquels disposent de 30 minutes en moyenne par client ». « L’accent particulier mis sur le respect du temps moyen d’installation, qui certes permet de garantir la rentabilité de l’opération, a sa contrepartie : la plupart des techniciens d’installation, ne se préoccupent que peu du consommateur ».

### Coût et financement
En juillet 2013, l'enveloppe totale pour le projet (à l'horizon 2021) est estimée à cinq milliards d’euros,, soit un coût unitaire moyen d'environ 150 €,. Le 9 juillet 2013, le Premier ministre, Jean-Marc Ayrault, lors de l'annonce du déploiement du compteur Linky, précise que l'objectif est que « la charge finale » soit « indolore » pour les consommateurs. Selon la Commission de régulation de l'énergie, l'autorité de régulation des marchés de l'énergie, les investissements d'Enedis doivent être contrebalancés par les économies réalisées (disparition de la relève à pied, réduction des fraudes et des dysfonctionnements de compteurs, etc.),,.
Dans une délibération en date du 2 juillet 2014, la CRE définit un mécanisme de « différé tarifaire » et accorde à Enedis une autorisation de financement de l’investissement avec un engagement sur 10 ans. Le taux de rémunération spécifique des investissements liés au déploiement de Linky est fixé à 7,25 %/an et pourra atteindre 10,25 %/an, si les objectifs du projet sont atteints. Ce financement sera répercuté intégralement sur la facture de l'utilisateur lorsque Enedis sera en mesure de réaliser les gains attendus, c'est-à-dire en 2021,.
La Cour des comptes, dans son rapport de janvier 2018, réévalue le projet à 5,7 milliards d'euros dont 5,39 milliards pour la part d'Enedis, soit 130 € par compteur qui se répartissent en : un tiers pour la fabrication, un tiers pour la pose et un tiers pour le reste du dispositif. Elle calcule que la rentabilité du déploiement à partir des économies réseau est médiocre et que le mécanisme de différé tarifaire entraîne un surcoût pour les usagers de 506 millions d'euros. L'accord conclu avec la CRE est qualifié de particulièrement généreux pour Enedis. Dans ses conclusions, elle demande que cet accord soit revu,. Dans ce même rapport, le président du directoire d'Enedis exprime son désaccord sur ce point, estimant les conclusions de la Cour « de nature à fausser l'appréciation du lecteur sur la rémunération d'Enedis » car reposant « sur une comparaison non pertinente entre le taux de rémunération du différé tarifaire et le taux d’un unique prêt ». Il indique qu'une décision rétroactive du taux de rémunération, déterminé précédemment dans un cadre réglementaire, mettrait en cause la stabilité financière à laquelle l'entreprise, comme tout opérateur économique, était en droit de s'attendre lorsque sa décision de s'engager dans ce projet d'envergure nationale en 2014 a été prise. Il déplore également l'instabilité réglementaire qui résulterait d'une telle décision, mettant à mal la confiance des investisseurs dans le domaine énergétique, lesquels investissent des milliards d'euros dans son l'amélioration. Selon Enedis, « les gains attendus au niveau de la production, de la commercialisation et de la consommation apportés par le déploiement du Linky sont à la hauteur des investissements ». Pour l'entreprise, le bilan pourrait même être légèrement négatif (de 200 millions d'euros) alors que les consommateurs seraient bénéficiaires, les gains potentiels attendus pouvant s'élever à plus de 9 milliards d'euros, grâce à une concurrence facilitée, une baisse de la consommation due à une meilleure maîtrise de la demande en énergie, etc.,
En réponse à ce rapport, la CRE indique que concernant cette éventualité de modification a posteriori d'un dispositif contractuel et du précédent dommageable en matière d'insécurité juridique relativement à ses décisions de régulateur de l'énergie, elle est opposée à cette demande qui lui semble basée sur « des raisonnements biaisés ».
Le 29 juin 2018, le ministre de la Transition écologique et solidaire Nicolas Hulot demande à Enedis de modifier sa stratégie de déploiement et de revoir les coûts de l'opération afin d'assurer une meilleure transparence et d'être attentif aux personnes se prévalant d'électro-sensibilité. Il rappelle que « Il est de la responsabilité des pouvoirs publics de rémunérer au juste niveau Enedis pour ce déploiement industriel de grande ampleur »,.
Le Parisien lance fin mai 2021 une polémique : selon lui, les usagers vont devoir rembourser l'installation de leur compteur à partir de 2022, alors qu'en septembre 2011, à la présentation du nouveau boîtier intelligent, Eric Besson, alors ministre de l’industrie et de l’énergie, avait affirmé que le nouveau compteur ne coûterait « pas un centime aux particuliers » et qu'en 2018 le rapport de la Cour des comptes jugeait que les conditions de l’opération étaient « avantageuses pour Enedis » par son « financement assuré par les usagers », soit par « 15 € supplémentaires sur [leur] facture annuelle pour les sept ou huit prochaines années ». Selon Le Parisien, Enedis a financé Linky par un emprunt auprès de la Banque européenne d’investissement (BEI) au taux avantageux de 0,77 %. Selon la Cour des Comptes, le taux d’intérêt appliqué au remboursement par les consommateurs sera de 4,6 % ; Enedis afficherait alors une marge de 2,8 %, soit 500 millions d’euros d’intérêts supplémentaires. Pourtant, la ministre déléguée au Logement Emmanuelle Wargon assure à l'Assemblée nationale que « les consommateurs ne paieront pas plus au titre de Linky » et « ne paieront pas un coût supplémentaire dû à Linky » et la Commission de régulation de l'énergie (CRE) publie un communiqué pour affirmer que « le compteur Linky ne fait pas augmenter la facture des consommateurs. Les économies associées au déploiement du compteur évolué Linky compensent les coûts d'investissement du projet ». Elle rappelle avoir mis en place une « tarification différée » pour que les coûts « soient répercutés dans les tarifs en même temps que les bénéfices ».
Le Ministère de la Transition écologique publie le 1er juin 2021 un démenti des « affirmations parues dans la presse relatives à une augmentation des factures d’électricité pour rembourser l’installation des compteurs Linky ».

### Impact sur l'emploi
Des associations de consommateurs, dont la CLCV, s'inquiètent cependant au sujet de la relève des compteurs à distance possible grâce à Linky et de possibles licenciements des techniciens chargés d'effectuer les relevés des compteurs jusqu'alors, ainsi que des agents en contact avec la clientèle (mises en service, déménagements…), opérations qui pourront être réalisées à distance. Enedis répond que de sa conception à sa fabrication, le déploiement du compteur Linky devrait créer près de 10 000 emplois en France. L'association négaWatt estime que 70 % des petites opérations qui nécessitaient le déplacement d'un technicien pourront désormais se faire à distance et qu'Enedis va donc pouvoir se séparer de 10 000 sous-traitants grâce à Linky[réf. incomplète].
L'impact sur l'emploi résultant de la fabrication des compteurs semble limité. Ainsi, pour la deuxième phase, quatre fabricants sur cinq fabriquent les cartes électroniques à l'étranger (la fabrication des cartes représente jusqu'à 70 % du coût du produit) et le dernier fournisseur n'a tenu que partiellement ses engagements, puisqu'une partie a été sous-traitée en Hongrie. Seul l'assemblage reste localisé sur le territoire national.

### Politique tarifaire
Le déploiement général du compteur Linky, lancé le 1er décembre 2015, a fait évoluer les politiques tarifaires des fournisseurs, qui pourront techniquement, avec l'accord de leurs clients, leur proposer des offres beaucoup plus individualisées : Engie a ainsi lancé en mai 2015 une offre pour les premiers utilisateurs de Linky, l'offre « Elec week-end » qui ajoute au classique système heures pleines-heures creuses une plage de temps allant du vendredi soir au lundi matin avec un tarif réduit ; le fournisseur affirme qu'ainsi le client peut faire des économies en reportant une part de sa consommation, tandis que le fournisseur s'approvisionne moins cher. Les pouvoirs publics envisageraient également d'instaurer pour les ménages équipés de Linky de nouvelles options de tarif réglementé, par exemple autour du weekend. D'autres fournisseurs préparent pour 2017 des offres d'effacement de consommation mettant à profit le futur mécanisme de capacité, ou le développement de services d'économies d'énergie.
En novembre 2015, la Commission de régulation de l'énergie, a lancé une « consultation publique sur les principes de tarification des prestations annexes relatives aux systèmes de comptage évolués réalisées à titre exclusif par les gestionnaires de réseaux de distribution d'électricité et par GRDF ».

### Bénéfices écologiques controversés
Un groupe de chercheurs du CNRS publie en 2015 une étude empirique « TicElec », réalisée de 2012 à 2014 dont le but est de trouver de premiers éléments de réponse quant aux réelles économies réalisées avec une technologie comme Linky. À Biot (Alpes-Maritimes), une centaine de ménages volontaires ont eu accès à une information régulière (et pour certains non-intrusive) de leur consommation électrique. Deux groupes de familles étaient équipés de compteurs intelligents ou capteurs nomades et un groupe témoin non équipé. Les foyers équipés avaient des informations plus ou moins fines (au jour le jour, jusqu’à une indication de la consommation par type d’équipement (chauffe-eau, chaudière, électroménagers par exemple). Ceux qui ont suivi leur consommation ont effectivement réduit (de 23 % en moyenne) leur utilisation d’électricité. En outre une information « neutre » (ne comparant pas la consommation du foyer avec celle des autres) s'est alors montrée la plus efficace. Ceux qui ont eu une information plus fine ont moins consommé que ceux qui n’avaient qu’une information globale.
Une étude comparative entre la France et l'Espagne a porté en 2015 sur les raisonnements de groupes de citoyens récemment équipés du nouveau compteur et du rôle que celui-ci pourrait jouer en faveur d'une consommation durable. En France, les résultats issus de cette étude paraissent structurés autour de trois dimensions principales : enjeu global vs vie quotidienne ; sphère des politiques publiques vs sphère privée ; consumérisme individuel vs formes collectives et conviviales de consommation. Les économies d'énergie permises par le nouveau compteur devront s'accompagner, pour être réalisées durablement, de la résolution des problèmes liés à ces oppositions.
Selon une expérience menée en Australie par Landis+Gyr, les consommateurs bénéficiant d’un affichage dans leur logement bénéficient d'une baisse effective de consommation de 10 % pendant les deux premiers mois, puis seulement 5 % deux mois plus tard, pour revenir à la situation de départ au bout de six mois.
Dans son rapport Le compteur Linky, analyse des bénéfices pour l'environnement, l'ADEME cite cette étude et conclut que « si le compteur Linky, tel qu’il est actuellement conçu, apporte des bénéfices en matière de comptage et de gestion du réseau électrique voire de diminution du contenu CO2 du kWh électrique, ses bénéfices pour le consommateur en matière de maîtrise de la demande restent encore théoriques ». De même, dans son rapport de janvier 2018, la Cour des comptes se montre circonspecte concernant les gains liés à la maîtrise de l'énergie (MDE). Elle s'interroge sur les conclusions de l'étude technico-commercial de la CRE « Si la prévision de gain obtenu par les actions de MDE était de 2,3 Md €, ces actions pouvaient aussi, avec d’autres hypothèses, se traduire par des pertes ».
Le rapport du ministère de l'Environnement, de l'Énergie et de la Mer de janvier 2017 pointe des faiblesses dans le projet Linky concernant la maîtrise des énergies (MDE) : les demandes de courbes de charge n'excèdent pas 0,3 %, des utilisateurs, l'affichage déporté n'est pas opérationnel et le système ne rencontre pas, pour l'instant, les besoins des syndicats d’électrification.
À la convention annuelle de l’association européenne de l’électricité — Eurelectric en juin 2016 — des délégués de l’industrie ont affirmé que les compteurs écologiques étaient superflus dans une politique globale de maîtrise énergétique. Laurence Carpanini, d'IBM, précise « Je ne vois pas les compteurs intelligents comme des moteurs de changement — nous n’en avons pas vraiment besoin ». Selon Markus Merkel, membre du conseil d'administration du gestionnaire de réseau de distribution allemand EWE, les compteurs intelligents pourraient être utiles s'il fournissaient aux distributeurs une information en temps réel et non pas décalée de 15 minutes. « Nous avons besoin de quelque chose de différent, et peut-être qu’un système de mesure 2.0 — la prochaine génération de compteurs intelligents — nous donnera quelque chose de plus que nous, en tant que gestionnaire de réseau de distribution, nous pourrons utiliser »,.

### Autoconsommation
En mai 2016, Enedis annonce mettre à disposition des auto-consommateurs à partir de janvier 2017 le compteur communicant Linky qui compte en temps réel les kilowattheures injectés et prélevés dans le réseau, ce qui selon le Syndicat des énergies renouvelables lèvera « un frein économique majeur au développement de l’autoconsommation solaire photovoltaïque dans les secteurs résidentiel et petit professionnel avec une économie de 600 € en moyenne pour les Français qui s'équiperont ».
En avril 2017, Enedis explique qu’il va accompagner une dizaine d’expérimentations d’autoconsommation collective en 2017, notamment à Perpignan, et le même nombre en 2018. Ces deux années permettront de tester le fonctionnement de ce nouveau mode de production-consommation avant une généralisation à partir de 2019.

## Controverses

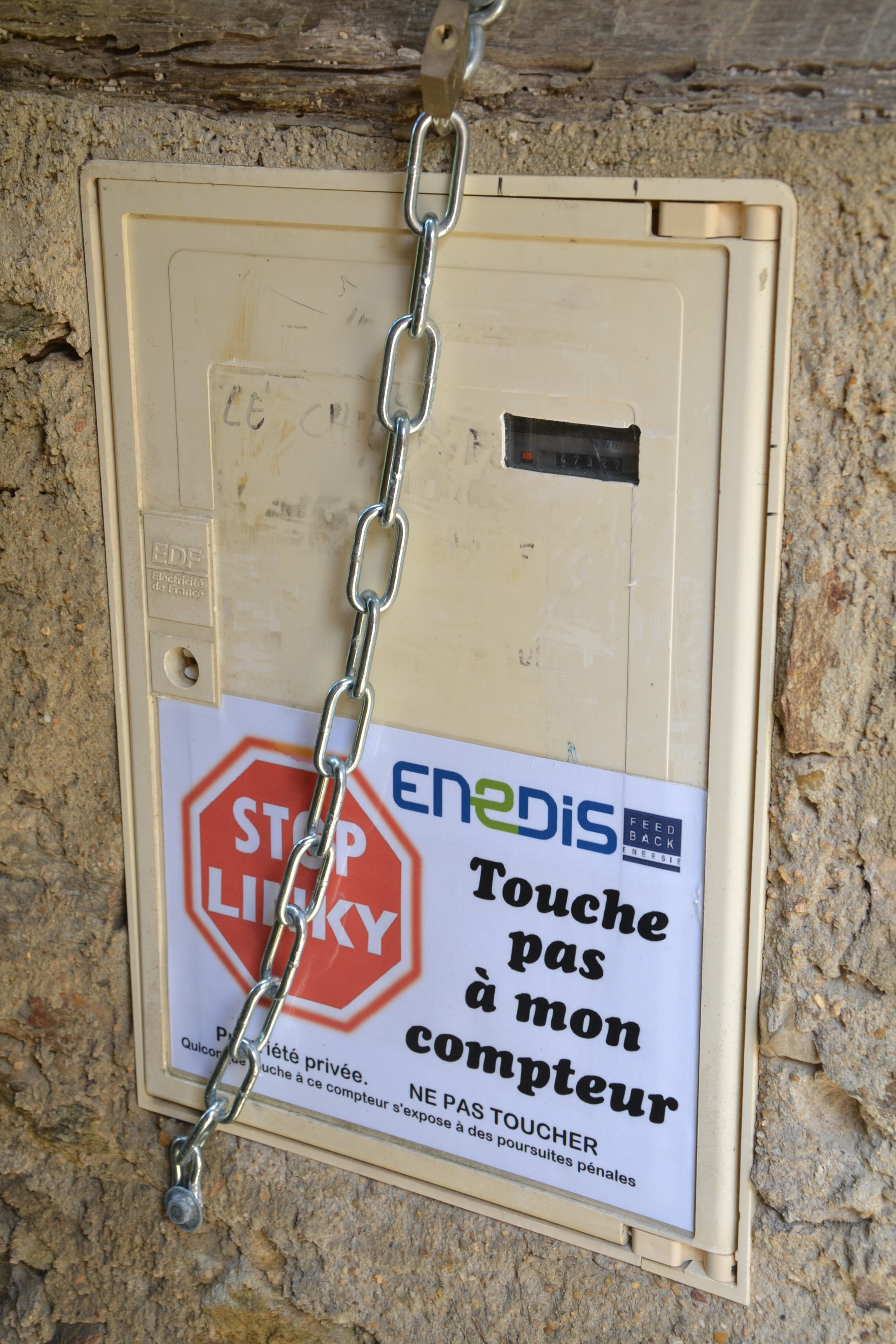
Manifestation d'une opposition à l'installation d'un compteur Linky, Najac (Aveyron).

Avant son arrivée dans les foyers français, le compteur Linky est l'objet de diverses critiques de la part de mouvements minoritaires : mise en cause possible de la vie privée, mise en cause possible de la santé publique par les ondes électromagnétiques, faute environnementale, selon eux, consistant à se débarrasser de millions de compteurs actuels en parfait état de marche pour la plupart, etc.,.
La mobilisation de plusieurs autorités administratives indépendantes à partir du lancement de l'expérimentation en mars 2010 lance la controverse. Le Médiateur national de l'énergie insiste dans un rapport sur le risque que ces compteurs soient perçus comme « l’ultime étape de la déshumanisation et de la perte de proximité du service public de la distribution ». En août 2010, une note de l’Agence de l’environnement et de la maîtrise de l’énergie (Ademe) pointe l'absence de fonctions permettant au consommateur de réaliser des économies d’énergie. Lors de ce même mois, une communication de la Commission nationale de l’informatique et des libertés (CNIL) alerte sur les conséquences potentiellement invasives sur les habitudes des usagers de la précision des relèves de courbes de charge enregistrées par Linky.
Dans ce contexte, un arsenal d'actions militantes se développe : "recours contre l’état, contre-études, pétitions, manifestations, class action, réunions publiques, etc.". La contestation s'intensifie en particulier à partir de la fin de l'année 2015.
Jean-Yves Le Déaut, président de l'Office parlementaire d'évaluation des choix scientifiques et technologiques, considère « l'opposition absurde au compteur Linky, comme un exemple d'utilisation hasardeuse du principe de précaution, qui montre comment le débat public peut déraper faute de parole scientifique claire ». L'Académie des technologies constate que, « en parallèle au déploiement de Linky, les développements de compteurs communicants pour le gaz et l’eau n’ont pas fait l’objet de réactions aussi vives que celles provoquées par Linky. L’Académie pense qu’il y a là un champ important pour des recherches sociales ».
Le 26 avril 2017, le Conseil général de l'environnement et du développement durable (CGEDD) publie un rapport sur le déploiement du compteur Linky en France, commandé par le ministère de l’Environnement, de l’Énergie et de la Mer, afin de faire le point sur les réticences et proposer de nouvelles orientations pour la suite du déploiement du projet[réf. souhaitée].

### Confidentialité des données
La Commission nationale de l'informatique et des libertés (CNIL) s'inquiète en 2013 du respect de la vie privée des utilisateurs ; elle recommande que les courbes de charge ne soient pas collectées de façon systématique, mais uniquement lorsque cela est justifié par les nécessités de maintien du réseau ou lorsque l'usager en fait expressément la demande pour bénéficier de services particuliers. Fin novembre 2015, elle précise ses recommandations : conservation de la courbe de charge dans la mémoire du compteur limitée à un an, seulement avec l'accord de l'usager, et remontée de ces données à Enedis ou à des tiers seulement avec le consentement de l'abonné.
Finalement, toutes les informations collectées seront chiffrées à la source, c'est-à-dire dans le compteur, et l'enregistrement des données peut être désactivé à tout moment par l'usager, qui a le droit de refuser dès le départ la transmission des informations par Enedis. Concernant le possible piratage des boitiers, Libération rapporte que « Chaque compteur dispose d'une clé spécifique. Si un concentrateur détecte l'ouverture d'un capot et une forte variation de la consommation, il s'arrête et efface ses clés par précaution ». Par ailleurs, selon Patrick Dardoise : « Le message envoyé contient le numéro du compteur, l'évolution de consommation depuis la veille, et des informations techniques. En aucun cas le profil de consommation toutes les dix minutes. Et tout est crypté ». La CNIL exige qu'Enedis ne puisse transmettre des données à des fournisseurs ou à des tiers qu’avec le consentement exprès du client.
Le 19 avril 2016, la Ligue des droits de l'Homme (LDH) demande par communiqué un moratoire sur l'installation des compteurs Linky et demande à la CNIL de vérifier le respect par Enedis du « pack de conformité » qu'elle lui avait assigné. En mai 2016, Joanna Masson, juriste au service des affaires économiques de la CNIL, confirme dans une interview qu'Enedis s'est engagée à suivre les recommandations strictes émises par la Commission. En octobre 2016, par un autre communiqué, la LDH prend acte de la réponse rassurante de la CNIL.
Le 27 mars 2018, la CNIL met en demeure le fournisseur d'électricité Direct Énergie de recueillir un consentement préalable, « libre, éclairé et spécifique » à la collecte des données à caractère personnel de consommation horaires et quotidiennes. Le 31 décembre 2019, c'est au tour d'EDF et d'Engie d'être mis en demeure par la CNIL pour un consentement non explicite des données collectées ainsi que de leur durée de conservation trop longues. Les deux entreprises promettent le 12 février 2020 de réaliser les corrections.

### Risques sanitaires allégués
En novembre 2011, l'association Robin des Toits s'inquiète de risques sanitaires pouvant être causés par les ondes électromagnétiques émises par le compteur Linky et son utilisation des courants porteurs en ligne (CPL).
En juillet 2014 à l'Assemblée nationale, le ministère, questionné, déclare qu'une étude du Centre de recherche et d'information indépendantes sur les rayonnements électromagnétiques (CRIIREM), une association militante, a montré qu'« il n'y avait pas de risque sanitaire aigu, ni de risque d'effets physiopathologiques à craindre en lien avec l'exposition aux rayonnements très basses fréquences, radiofréquences et hyperfréquences » au niveau du compteur lui-même qui est un système CPL. Pierre Le Ruz, président du CRIIREM a protesté : « C’est une présentation très malhonnête de notre expertise ! », arguant que cette absence de risque concerne uniquement les « effets thermiques » de ces compteurs. Or, pour en subir, il faut se placer à quelques centimètres d’une antenne relais ou sous une ligne à haute-tension. Mais le risque sanitaire à long terme (cancers, électrosensibilité) n'est pas avéré. Selon cette association il faut être à au moins deux mètres d’un compteur et à au moins cinq mètres d’un répéteur, ou d’un concentrateur, pour éviter les ondes dangereuses. Quant à l’environnement extérieur, ces compteurs ne feront qu’« augmenter le brouillard électromagnétique », qui n’en avait pas besoin. « C’est du délire technologique, estime Pierre Le Ruz. On fait encore passer les problèmes de rentabilité avant les problèmes de santé ».
Pour le ministère de l'Écologie « le niveau d'ondes électromagnétiques générées par Linky est conforme à la réglementation en vigueur et qu'il n'y a donc pas de risque sanitaire attaché à l'utilisation de ce compteur ». Le Conseil de l'Europe émet le 12 juillet 1999 une recommandation relative à la limitation de l'exposition du public aux champs électromagnétiques (de 0 à 300 GHz),
Depuis 2012, trois syndicats régionaux d'Indre-et-Loire (SIEIL), de Lyon (SIGERLy) et de Paris (SIPPEREC) ont également réalisé des mesures complètes relatives aux émissions de Linky et concluent à son innocuité pour la santé[réf. nécessaire].
Le 26 avril 2016, le Premier ministre Manuel Valls dans son discours de clôture de la quatrième conférence environnementale affirme son soutien au Linky qui, selon lui, « ne présente aucun risque pour la santé ».
Enedis précise que l'envoi d'informations via le réseau électrique ne dure pas toute la journée, mais uniquement quelques secondes par jour et qu'il existe d'autres sources d'ondes radioélectriques plus intenses que le Linky dans l'habitat (Wi-Fi, ADSL ou des câbles Ethernet non blindés).
Des associations de personnes déclarant souffrir d'hypersensibilité aux ondes, comme l'association Priartem-Electrosensibles, s'inquiètent de l'envoi par Linky « en permanence des informations par CPL » qui ferait rayonner le compteur « dans toutes les pièces de la maison ».
Le 22 septembre 2016 l'Agence nationale des fréquences (ANFR) publie de nouvelles mesures faites en laboratoire, et in situ dans des maisons de plusieurs communes,. L’agence en conclut que le champ électromagnétique du « compteur intelligent » est comparable à celui des compteurs qu’il remplace ou encore des plaques à induction et « correspond aux objets électriques du quotidien ». Comme tout appareil électrique, Linky engendre un champ électromagnétique, mais « faible », « presque du même ordre que celui des anciens compteurs », soit 0,25 à 0,8 volt par mètre (V/m) à 20 cm du compteur (ce niveau décroissant fortement quand on s'éloigne du compteur). Ce champ est moindre que celui d'une ampoule à économie d'énergie et 150 à 350 fois inférieurs à la limite réglementaire (87 V/m, pour la bande de fréquence utilisée par le compteur) selon l'agence, car le compteur envoie ses informations à un concentrateur, localisé dans les transformateurs du quartier, via les courants porteurs en ligne (CPL) le long des câbles électriques, et non par des ondes radioélectriques, comme les téléphones portables ou la connexion Wi-Fi. L'ANFR, pour répondre aux préoccupations des citoyens, continuera à effectuer des mesures sur les différents compteurs existants.
L'Agence nationale de sécurité sanitaire de l'alimentation, de l'environnement et du travail (ANSES) publie le 5 décembre 2016 son avis relatif à l’évaluation de l’exposition de la population aux champs électromagnétiques émis par les « compteurs communicants », sur saisine de la direction générale de la Santé : elle confirme des niveaux « très faibles vis-à-vis des valeurs limites réglementaires », comparables « que ce soit en champ électrique ou magnétique » à « d’autres équipements électriques déjà utilisés dans les foyers depuis de nombreuses années », « compte tenu des faibles niveaux d’exposition engendrés par les compteurs et concentrateurs, il est peu vraisemblable que ces appareils représentent un risque pour la santé à court ou long terme ».
Le 20 juin 2017, l’ANSES publie un nouvel avis, basé sur de nouvelles données scientifiques, obtenues par le Centre scientifique et technique du bâtiment (CSTB) : « les résultats de cette campagne de mesure, désormais disponibles, mettent en évidence des durées d’exposition plus longues que celles initialement attendues, sans que les niveaux de champ électromagnétique ne soient cependant plus élevés. Ces niveaux d’exposition restent faibles et inférieurs aux valeurs limites réglementaires et ne remettent pas en cause les conclusions initiales de l’ANSES »,. Parmi d'autres recommandations le comité d'experts spécialisé (CES) « Agents physiques, nouvelles technologies et grands aménagements » suggère « d'étudier la possibilité d'installer des filtres, pour les personnes qui le souhaiteraient, permettant d’éviter la propagation des signaux CPL à l'intérieur des logements » ainsi que « de mener des études, portant spécifiquement sur les compteurs communicants, pour tenter de faire la part entre de possibles effets sanitaires directement liés à l’exposition et ceux dus à un effet nocebo ».
En décembre 2017, le ministre d'État et ministre de la Transition écologique et solidaire Nicolas Hulot exprime sur France Inter sa position concernant le Linky : « Moi j’ai fait partie, comme chaque citoyen, de ceux qui s’interrogeaient sur le côté un peu intrusif, sur les éventuels effets [du compteur]. J’ai été rassuré, je vous le dis, pendant un temps je me suis même opposé à ce qu’on installe chez moi un compteur Linky, je me suis fait une religion et je pense très sincèrement qu’il n’y a aucun danger, je fais confiance là pour le coup à mon agence ».
Invoquant le principe de précaution, en avril 2018, l'ex-ministre Corinne Lepage demande l'arrêt du déploiement du compteur auprès du Ministère de la santé,.
En juin 2019, alors que plus de 50 % des foyers sont équipés – et que, selon l'Ademe, il y a environ 700 millions de compteurs communicants fonctionnant dans le monde fin 2017 – l'Académie des technologies publie un avis sur le Linky, qui va dans le sens des avis précédents.

### Obligation d'installation

#### Propriété du compteur
Les collectivités locales sont, de droit, propriétaires des ouvrages, des réseaux de distribution basse tension (< 1 kV) sur leurs territoires, des compteurs et des systèmes de comptage, comme cela est prévu dans les cahiers des charges de concession, signés par EDF puis Enedis, ainsi que par la loi à l'article L322-4 du Code de l’énergie.
Tout comme les anciens compteurs, le Linky n'est donc pas la propriété de l'abonné. Sur 95 % du territoire, il est posé par Enedis au titre du contrat de fourniture d'électricité, les collectivités territoriales ayant concédé le service public de l'électricité à cette entreprise qui en assure donc la pleine responsabilité. Sur le reste du territoire il est de la responsabilité d'une entreprise locale de distribution d'électricité.

#### Refus par des particuliers
À la suite de suspicions sur le nouveau compteur, un certain nombre d'usagers s'opposent à la pose du compteur par courrier recommandé, sommation d'huissier ou dispositifs bloquant l’accès au compteur et s’organisent en association (stop Linky). À l'image des mouvements Not In My BackYard (Nimby), les individus développent une expertise profane à partir de leurs expériences, de leur situation et de leurs angoisses. Le baromètre Energie-info indique en 2016 que, parmi les 32% de Français se déclarant en défaveur du compteur Linky, 9% le sont pour la crainte des ondes et 10% en raison du risque perçu sur la protection des données personnelles. Enedis rapporte que le taux de refus moyen au premier semestre 2016 est de 2,6 % mais peut monter localement jusqu’à 6,9 % (en moyenne cumulée), voire ponctuellement 10,4 %.
Pourtant, la loi impose de mettre en œuvre des dispositifs de comptage, aussi dans les nouveaux contrats de 2016 (contrat GRD), il est précisé : « le client doit s’engager à prendre toute disposition pour permettre à Enedis d’effectuer la pose, la modification, l’entretien et la vérification du matériel de comptage (art. 2.3) ».
L'organisme UFC-Que Choisir rappelle que selon les dispositions générales relatives à l’accès et à l’utilisation du réseau public de distribution (contrat GRD), « en refusant à Enedis l’installation du compteur, le consommateur refuserait de faire une mise aux normes et s’exposerait donc à la suspension de l’accès et de l’utilisation du RPD [réseau public de distribution d'électricité] ». Dans un avis complémentaire l'UFC-Que Choisir déclare : « [le] contrat de concession incluant la gestion des compteurs et les missions de comptage, le client ne peut pas s’opposer à l’installation du nouveau compteur ». A contrario, d'« autres associations de consommateurs, notamment celles qui défendent les personnes hypersensibles aux ondes, soulignent que la loi n'interdit pas explicitement à l'utilisateur de refuser cette installation, donnant pour preuve que l'amende de 1 500 € initialement prévue dans la loi de transition énergétique a été retirée du texte ».
Le président du directoire d'ERDF, Philippe Monloubou, précise devant l'Assemblée nationale, le 2 février 2016 « Nous n'avons pas vocation et nous ne sommes pas habilités à forcer la porte des clients qui in fine ne voudraient pas de la nouvelle installation ». De même, en réponse au député Loïc Prud'homme qui interroge le gouvernement sur l'obligation faite au particulier d'installer le compteur Linky et réclame pour les citoyens le droit de les refuser dans la séance de questions orales du 30 janvier 2018 à l'Assemblée nationale, la ministre ne fait pas mention d'une obligation légale faite aux particuliers, mais stipule que « le remplacement du compteur est de la responsabilité du gestionnaire. S'il n'a pas pu procéder à l'installation du compteur communicant à la suite d'un refus du client, celui-ci ne pourra pas prétendre aux avantages tarifaires et ne pourra pas prétendre aux prestations actuellement gratuites qu'il propose ».

#### Refus par des communes, actions collectives
Des communes de plusieurs dizaines de milliers d'habitants jusqu'à cinquante mille habitants (par exemple : Bondy, Fontenay-sous-Bois,,,,) s'opposent au déploiement des compteurs Linky sur leur territoire. Par ailleurs, plusieurs géographes notent une superposition entre les communes anti-Linky et celles présentant une faible couverture vaccinale contre la rougeole, la rubéole et les oreillons.
À la mi-mai 2016, selon La Dépêche du Midi, 149 communes s'opposent à l'installation des nouveaux compteurs, dont dix en Dordogne.
La commune de Yerres dans l'Essonne, ainsi que huit autres communes - Briis-sous-Forges, Brunoy, Juvisy-sur-Orge, Janvry, Grigny, Fleury-Mérogis, Quincy-sous-Sénart, Savigny -, « s'oppose au déploiement de ce type de compteurs, par une délibération datant de 2016 » qui « a depuis été attaquée par la société Enedis devant le tribunal administratif de Versailles et jugée illégale ». La ville a fait appel.
En juillet 2017, selon l'Agence France-Presse, « environ 400 communes » s'opposent au déploiement des compteurs Linky.
Les collectifs opposés aux compteurs Linky ont annoncé une manifestation nationale contre le déploiement de ces compteurs communicants le 22 mars 2017 à Paris,. Des stratégies de "mobilisations à domicile" et de "solidarité de voisinage" sont aussi déployées dans les quartiers et sur les réseaux sociaux. La sociologue Aude Danieli souligne que les solidarités de voisinages se remarquent en particulier au sein d'un même groupe d'âge (souvent auprès des plus de 50 ans). Elles ont pour but de lutter contre l'installation du compteur aussi bien chez soi, que chez ses voisins. Elles promeuvent une société "non-Linky", appuyées par des normes de "sobriété numérique, d'anticonsumérisme et d'une vie plus solidaire".
Le 17 novembre 2020, un arrêt rendu en référé par la cour d'appel de Bordeaux précise qu'Enedis ne peut invoquer « une obligation légale » pour installer son nouvel équipement. L'entreprise est également sommée de poser des filtres spécifiques chez 13 plaignants électrosensibles.

#### Recours judiciaires
Le 1er avril 2016, la Direction générale des Collectivités locales (DGCL) adresse un courrier aux préfectures et affirme que les collectivités territoriales ne peuvent faire obstacle au déploiement de Linky, les délibérations anti-Linky « n’apparaissent pas fondées en droit ». Selon elle, si les compteurs sont effectivement la propriété des autorités organisatrices de distribution (AOD) d'électricité, « seul le concessionnaire a le droit de les développer et de les exploiter » et, les communes ayant conclu un contrat de concession avec Enedis, ne peuvent pas refuser le déploiement du compteur, qui est pour Enedis une obligation légale.
La Fédération nationale des collectivités concédantes et régies (FNCCR) demande entre-temps à un cabinet d'avocat une étude juridique, qui affirme que le déploiement des compteurs est une obligation légale et estime qu'il serait « inadéquat pour le maire de se prévaloir de son pouvoir de police générale » pour refuser l’installation des compteurs communicants dans le territoire de sa commune.
En avril 2016, Enedis dépose un recours devant le tribunal administratif de Melun pour contester une délibération de la commune de Varennes-sur-Seine s'opposant au déploiement de Linky. La commune a néanmoins décidé de maintenir sa délibération. Le 14 octobre 2016, le tribunal administratif de Bordeaux suspend la délibération municipale d'un village de Dordogne, Montferrand-du-Périgord, qui s'opposait à l'installation de Linky. Le village de 160 habitants est condamné à payer 1 200 € de frais de justice.
En novembre 2016, une femme se déclarant électrosensible, obtient du tribunal de grande instance de Grenoble le remplacement du compteur d'eau à télérelève de son domicile par un compteur classique. Le tribunal décide également que des compteurs communicants tels que Linky pour l'électricité ou Gazpar pour le gaz ne devront pas être installés au domicile de la plaignante. Le juge a déclaré par ailleurs que ces mesures seront insuffisantes pour résoudre les problèmes de santé de cette personne, « la plupart des pollutions hautes fréquences étant en partie dues aux diverses connexions Wi-Fi des appartements de l'immeuble ». La personne a demandé que « des travaux d'isolation de son appartement » soient réalisés, lesquels ont été pris en charge partiellement par la Commission des droits et de l'autonomie des personnes handicapées de l'Isère.
Le 20 septembre 2017, le même tribunal donne raison à un couple d'opposants et interdit à la société Enedis la pose du compteur Linky chez les plaignants au motif que leur fils est reconnu médicalement électrosensible.
En janvier 2017, le tribunal administratif d'Orléans annule les délibérations des conseils municipaux de deux communes de Valencisse et Thauvenay jugeant que les maires, hostiles au compteurs, ont commis « un excès de pouvoir » et rappelant que les communes ne sont pas « propriétaires des compteurs des usagers et ne sont pas chargées d'exercer les activités de comptage et la mise en œuvre des dispositifs du comptage ».
Selon la FNCCR, au 24 mars 2017, 43 des 47 délibérations anti-Linky de communes en phase de déploiement du nouveau compteur ont été retirées, dont 80 % à la suite d'une demande de la préfecture, et parmi les communes devant installer Linky les prochaines années, 230 délibérations négatives ont été recensées, mais 147 ont déjà été retirées.
En juin 2017, un juge de proximité du tribunal d'instance de La Rochelle relaxe un particulier qui avait expulsé de sa propriété un sous-traitant d'Enedis.
Le 21 juillet 2017, le tribunal administratif de Pau donne raison à l’État et à Enedis contre la commune de Tarnos (Landes) qui refusait de procéder à l’installation de compteurs Linky sur son territoire,.
En septembre 2018, un collectif d'avocats chargé de centraliser les dossiers déclarait être à l'origine de 90 procédures, devant 22 tribunaux, le tout représentant plus de 5 000 plaignants.
Le 9 avril 2025, la Cour de Cassation (pourvoi n°23-21.311) tranche ce conflit entre propriétaires et Enedis en confirmant que:

« … les usagers ne pouvaient s'opposer à l'installation d'un compteur Linky sur leur propriété, procédant de l'exercice, par la société Enedis, de ses prérogatives de gestionnaire d'un réseau public d'électricité rendues impératives pour les usagers par la loi et les termes du contrat réglementé. »

### Incidences sur la facture d'électricité
Selon l’UFC—Que Choisir, la généralisation des compteurs Linky pourrait entraîner dix millions de foyers à souscrire à une puissance d'abonnement plus élevée car ce nouveau compteur, plus précis que l'ancien et moins tolérant face aux dépassements de puissance, à l'inverse des compteurs actuellement en service, ne supporterait aucun dépassement de la puissance souscrite et « disjoncte[rait] quasi systématiquement lorsqu'elle dépasse le niveau souscrit ». En réalité, les anciens compteurs ne comportant pas, à la différence du Linky, de disjoncteur incorporé,,, ils ne peuvent prendre en compte les dépassements de puissance souscrite (qu'ils soient intentionnels, par exemple par des changements de calibre après déplombage, ou non) et c'est le disjoncteur raccordement du tableau de l'abonné qui coupe l'alimentation en cas de dépassement de courant (et non de puissance, comme le Linky),.
Ce surcoût d'abonnement représenterait globalement 308 millions d'euros pour les clients d'EDF sur la base d'une facturation unitaire de 36 euros pour le simple changement de puissance (effectué à distance via le réseau informatique) et qui selon UFC—Que Choisir, pourrait rapporter à EDF 724 millions d'euros,. Inversement, cinq millions de clients payant un abonnement surestimé par rapport à leur installation peuvent, en connaissant la puissance maximale utilisée, prendre un abonnement moins couteux. Selon UFC—Que Choisir, cette surfacturation représenterait 35 millions d'euros par an.
Enedis conteste les éléments communiqués par UFC—Que Choisir notamment sur le coût d'un changement d'abonnement. Depuis la délibération du 7 juillet 2011, la CRE a demandé que « la prestation de changement de puissance soit réalisée gratuitement par Enedis ». Dans sa réponse à l'UFC—Que Choisir, Enedis a en conséquence rappelé que l'entreprise « respectera le barème de prestations décidé par la CRE ».
Pour la CRE : « Le compteur Linky offre la même souplesse que les compteurs actuels en cas de dépassement de la puissance souscrite : il ne disjoncte pas plus fréquemment ». De plus, Enedis note que l'UFC a réalisé une étude sur un panel de 201 compteurs classiques et a extrapolé les résultats à 35 millions de futurs compteurs communicants, ce qui poserait un problème méthodologique de fond. Le retour d'expérience réalisé sur les 300 000 compteurs Linky actuellement en service (validé par la CRE) montre que les cas de modification d'abonnement n'ont représenté que 0,87 % des situations rencontrées. D'autre part, quelques cas de clients se plaignant de forte augmentation de facture ont été médiatisés sans que la cause soit établie,.
Dans son rapport annuel 2018, la Cour des comptes, tout en ne mettant pas en cause le bien-fondé du projet, critique les conditions de déploiement de Linky trop profitables à Enedis, qui l'assure pour un coût de plus de cinq milliards d’euros entre 2014 et 2024. Un système de tarif différé, mis en place par la Commission de régulation de l'énergie, permet de ne pas imputer immédiatement l'intégralité de cette somme aux abonnés. Le financement est avancé par Enedis qui se remboursera avec intérêts sur la facture des consommateurs lorsque le programme atteindra ses objectifs, à partir de 2021. Cependant, la Cour, analysant la construction de ce tarif, estime qu'Enedis sera bénéficiaire de près de 500 millions d’euros. La Cour relève que « les gains que les compteurs peuvent apporter au consommateur sont encore insuffisants ». Le rapport « estime que les informations disponibles sont insuffisantes pour permettre aux utilisateurs de connaître leur consommation détaillée ». En effet, le compteur Linky ne restitue aucune autre information au ménage que sa consommation brute en kilowatt-heure (kWh). Les informations complémentaires sont uniquement à l'initiative des fournisseurs ou des autres acteurs économiques intéressés par son exploitation. Or, pour Georgina Wood et Marcus Newborough, la seule restitution de la consommation d'énergie ne suffit pas à engendrer un changement de consommation d'électricité. Le rapport de la Cour des comptes indique que l’« impact sur la consommation d’électricité pourrait être assez faible ». À la fin de l'année 2017, parmi les usagers disposant d'un compteur Linky, il en recense 1,5 % ayant ouvert un compte afin de connaître leur consommation. La Cour déplore également, de la part de l’État et d’Enedis, concernant la pédagogie et la communication, un « défaut de pilotage ». Ces conclusions sont contestées par la Commission de régulation de l'énergie et Enedis qui dénoncent une analyse erronée de la Cour des comptes car elle néglige les bénéfices résultants des compteurs après leur installation. Pour la Commission de régulation de l'énergie, « donner des conditions financières avantageuses et stables à Enedis était une des conditions de la faisabilité du programme ».
Dans une interview sur France Info, le 7 février 2018, Bernard Lassus, directeur du programme Linky chez Enedis répond aux critiques de la Cour des comptes en indiquant que « ce programme sera neutre pour les consommateurs », car il faut prendre en compte les économies qu'ils peuvent faire à l'aide des informations disponibles grâce à ce compteur. Pour ce faire, il invite les abonnés à venir de plus en plus nombreux sur le site de l'entreprise pour se créer un compte, en déclarant que si « le compteur est communicant, le client est intelligent » et qu'« il va pouvoir voir les effets de ses éco-gestes », bien que selon lui, cela prendra du temps, si l'on en croit le retour d'expérience des pays bien plus en avance que la France en ce domaine : « 600 millions de compteurs communicants posés dans le monde et bientôt un milliard ». Il note également que le rapport de la Cour des comptes n'a pas le même calendrier qu'Enedis, les éléments sur lesquels il se base datant de plus d'un an, tandis qu'à ce jour, 9 millions de compteurs sont posés et qu'il s'en pose 30 000 par jour. À la question de savoir si Enedis va revoir le mode de financement, il répond que cela est du ressort de la Commission de régulation de l'énergie qui a elle seule ce pouvoir et qu'Enedis, quant à elle, s'en tient strictement au cadre défini par cette commission, lequel inclut des mesures incitatives mais aussi des pénalités financières en cas de non-respect de la qualité et des délais. Sur le fait de savoir si les clients ont besoin de ce type de compteur, Lassus déclare que les compteurs actuels sont obsolètes car ils datent pour la plupart des années 1960, à une époque où la demande d'électricité, le problèmes de ressource énergétique et les contraintes environnementales étaient loin d'être ce qu'elles sont devenues et qu'il est donc nécessaire de s'adapter. Sur le manque d'informations des clients, Lassus déclare qu'Enedis prend en compte ce reproche en faisant de plus en plus de « communication ciblée ».
En mars 2018, une pétition en ligne est lancée par le mensuel Que choisir, dénonçant le coût du programme Linky et son faible intérêt pour le consommateur. La Commission de régulation de l'énergie (CRE) a réagi en affirmant que « son financement sera totalement neutre pour les clients grâce aux nombreux gains que ces compteurs permettront, notamment pour maîtriser la demande d'énergie : au global, leur facture n'en sera pas affectée ».
Le remboursement est prévu à partir de 2022.